# Canottaggio ai Giochi della XIX Olimpiade - Quattro con maschile
La competizione del Quattro con maschile dei Giochi della XIX Olimpiade si è svolta nei giorni dal 13 al 19 ottobre 1968 nella Pista Olímpica de Remo y Canotaje Virgilio Uribe del Canal de Cuemanco, Città del Messico.

## Programma
| Data            | Round        | Note                                               |
| --------------- | ------------ | -------------------------------------------------- |
| 13 ottobre 1968 | 3 Batterie   | I primi tre in semifinale. I restanti ai recuperi. |
| 15 ottobre 1968 | 1 Recupero   | I primi tre in semifinale.                         |
| 17 ottobre 1968 | 2 Semifinali | I primi tre in Finale A. I restanti in finale B.   |
| 18 ottobre 1968 | Finale B     |                                                    |
| 19 ottobre 1968 | Finale A     |                                                    |

## Risultati

### Batterie
| Pos. | Nazione          | Atleti                                                                                            | Totale  | Nota |
| ---- | ---------------- | ------------------------------------------------------------------------------------------------- | ------- | ---- |
| 1    | Germania Est     | Peter Kremtz, Roland Göhler Manfred Gelpke, Klaus Jacob Tim. Dieter Semetzky                      | 7'03"60 | Q    |
| 2    | Paesi Bassi      | Herman Rouwé, Erik Hartsuiker Berend Brummelman, Tom Dronkert Tim. Otto Weekhout                  | 7'08"15 | Q    |
| 3    | Unione Sovietica | Anatoly Nemtyryov, Nikolay Surov Aleksej Mišin, Arkady Kudinov Tim. Viktor Mikheyev               | 7'10"18 | Q    |
| 4    | Argentina        | Hugo Aberastegui, José María Robledo Juan Carlos Gómez, Guillermo Segurado Tim. Rolando Locatelli | 7'11"52 |      |
| 5    | Messico          | Jorge Castillo, Daniel Chávez Avelino Soberón, Rafael Velasco Tim. Gregorio Blasco                | 7'51"39 |      |

| Pos. | Nazione       | Atleti                                                                               | Totale  | Nota |
| ---- | ------------- | ------------------------------------------------------------------------------------ | ------- | ---- |
| 1    | Nuova Zelanda | Richard Joyce, Dudley Storey Ross Collinge, Warren Cole Tim. Simon Dickie            | 7'12"19 | Q    |
| 2    | Romania       | Reinhold Batschi, Petre Ceapura Ştefan Tudor, Francisc Papp Tim. Ladislau Lovrenschi | 7'16"50 | Q    |
| 3    | Stati Uniti   | Luther Jones, Bill Purdy Anthony Martin, Gardner Cadwalader Tim. John Hartigan       | 7'21"39 | Q    |
| 4    | Cuba          | Ramón Luperón, Santiago Cuesta Jorge López, Lázaro Rivero Tim. Roberto Ojeda         | 7'41"11 |      |

| Pos. | Nazione        | Atleti                                                                                 | Totale  | Nota |
| ---- | -------------- | -------------------------------------------------------------------------------------- | ------- | ---- |
| 1    | Italia         | Romano Sgheiz, Emilio Trivini Giuseppe Galante, Luciano Sgheiz Tim. Mariano Gottifredi | 7'08"60 | Q    |
| 2    | Svizzera       | Denis Oswald, Hugo Waser Peter Bolliger, Jakob Grob Tim. Gottlieb Fröhlich             | 7'10"39 | Q    |
| 3    | Germania Ovest | Niko Ott, Peter Berger Udo Brecht, Hans-Johann Färber Tim. Stefan Armbruster           | 7'12"04 | Q    |
| 4    | Francia        | Jean le Goff, André Sloth Jean Freslon, Jean-Pierre Grimaud Tim. Roger Jouy            | 7'13"47 |      |

### Recupero
| Pos. | Nazione   | Atleti                                                                                            | Totale | Nota |
| ---- | --------- | ------------------------------------------------------------------------------------------------- | ------ | ---- |
| 1    | Argentina | Hugo Aberastegui, José María Robledo Juan Carlos Gómez, Guillermo Segurado Tim. Rolando Locatelli | QU     | Q    |
| 2    | Francia   | Jean le Goff, André Sloth Jean Freslon, Jean-Pierre Grimaud Tim. Roger Jouy                       | QU     | Q    |
| 3    | Cuba      | Ramón Luperón, Santiago Cuesta Jorge López, Lázaro Rivero Tim. Roberto Ojeda                      | QU     | Q    |
| 4    | Messico   | Jorge Castillo, Daniel Chávez Avelino Soberón, Rafael Velasco Tim. Gregorio Blasco                |        |      |

### Semifinali
| Pos. | Nazione        | Atleti                                                                                            | Totale  | Nota |
| ---- | -------------- | ------------------------------------------------------------------------------------------------- | ------- | ---- |
| 1    | Nuova Zelanda  | Richard Joyce, Dudley Storey Ross Collinge, Warren Cole Tim. Simon Dickie                         | 6'48"65 | Q    |
| 2    | Stati Uniti    | Luther Jones, Bill Purdy Anthony Martin, Gardner Cadwalader Tim. John Hartigan                    | 6'54"22 | Q    |
| 3    | Italia         | Romano Sgheiz, Emilio Trivini Giuseppe Galante, Luciano Sgheiz Tim. Mariano Gottifredi            | 6'58"24 | Q    |
| 4    | Argentina      | Hugo Aberastegui, José María Robledo Juan Carlos Gómez, Guillermo Segurado Tim. Rolando Locatelli | 7'02"25 |      |
| 5    | Germania Ovest | Niko Ott, Peter Berger Udo Brecht, Hans-Johann Färber Tim. Stefan Armbruster                      | 7'06"45 |      |
| 6    | Paesi Bassi    | Herman Rouwé, Erik Hartsuiker Berend Brummelman, Tom Dronkert Tim. Otto Weekhout                  | 7'08"68 |      |

| Pos. | Nazione          | Atleti                                                                               | Totale  | Nota |
| ---- | ---------------- | ------------------------------------------------------------------------------------ | ------- | ---- |
| 1    | Germania Est     | Peter Kremtz, Roland Göhler Manfred Gelpke, Klaus Jacob Tim. Dieter Semetzky         | 6'46"23 | Q    |
| 2    | Unione Sovietica | Anatoly Nemtyryov, Nikolay Surov Aleksej Mišin, Arkady Kudinov Tim. Viktor Mikheyev  | 6'48"16 | Q    |
| 3    | Svizzera         | Denis Oswald, Hugo Waser Peter Bolliger, Jakob Grob Tim. Gottlieb Fröhlich           | 6'48"54 | Q    |
| 4    | Romania          | Reinhold Batschi, Petre Ceapura Ştefan Tudor, Francisc Papp Tim. Ladislau Lovrenschi | 6'52"67 |      |
| 5    | Francia          | Jean le Goff, André Sloth Jean Freslon, Jean-Pierre Grimaud Tim. Roger Jouy          | 7'14"05 |      |
| 6    | Cuba             | Ramón Luperón, Santiago Cuesta Jorge López, Lázaro Rivero Tim. Roberto Ojeda         | 7'26"62 |      |

### Finale B
| Pos. | Nazione        | Atleti                                                                                            | Totale  | Nota |
| ---- | -------------- | ------------------------------------------------------------------------------------------------- | ------- | ---- |
| 7    | Romania        | Reinhold Batschi, Petre Ceapura Ştefan Tudor, Francisc Papp Tim. Ladislau Lovrenschi              | 6'46"68 |      |
| 8    | Argentina      | Hugo Aberastegui, José María Robledo Juan Carlos Gómez, Guillermo Segurado Tim. Rolando Locatelli | 6'50"54 |      |
| 9    | Paesi Bassi    | Herman Rouwé, Erik Hartsuiker Berend Brummelman, Tom Dronkert Tim. Otto Weekhout                  | 6'51"77 |      |
| 10   | Francia        | Jean le Goff, André Sloth Jean Freslon, Jean-Pierre Grimaud Tim. Roger Jouy                       | 6'52"86 |      |
| 11   | Cuba           | Ramón Luperón, Santiago Cuesta Jorge López, Lázaro Rivero Tim. Roberto Ojeda                      | 7'07"07 |      |
| -    | Germania Ovest | Niko Ott, Peter Berger Udo Brecht, Hans-Johann Färber Tim. Stefan Armbruster                      |         | DNS  |

### Finale A
| Pos.    | Nazione          | Atleti                                                                                 | Totale  | Nota |
| ------- | ---------------- | -------------------------------------------------------------------------------------- | ------- | ---- |
| Oro     | Nuova Zelanda    | Richard Joyce, Dudley Storey Ross Collinge, Warren Cole Tim. Simon Dickie              | 6'45"62 |      |
| Argento | Germania Est     | Peter Kremtz, Roland Göhler Manfred Gelpke, Klaus Jacob Tim. Dieter Semetzky           | 6'48"20 |      |
| Bronzo  | Svizzera         | Denis Oswald, Hugo Waser Peter Bolliger, Jakob Grob Tim. Gottlieb Fröhlich             | 6'49"04 |      |
| 4       | Italia           | Romano Sgheiz, Emilio Trivini Giuseppe Galante, Luciano Sgheiz Tim. Mariano Gottifredi | 6'49"54 |      |
| 5       | Stati Uniti      | Luther Jones, Bill Purdy Anthony Martin, Gardner Cadwalader Tim. John Hartigan         | 6'51"41 |      |
| 6       | Unione Sovietica | Anatoly Nemtyryov, Nikolay Surov Aleksej Mišin, Arkady Kudinov Tim. Viktor Mikheyev    | 7'00"00 |      |